# Rock Island (Illinois)
Rock Island ist eine Stadt im US-amerikanischen Bundesstaat Illinois und County Seat des Rock Island County. Sie gehört zu den Quad Cities und liegt direkt am Mississippi, der die Grenze zum Bundesstaat Iowa bildet. Das U.S. Census Bureau ermittelte bei der Volkszählung 2020 eine Einwohnerzahl von 37.108.

## Geografie

### Geografische Lage
Rock Island liegt zwischen dem Mississippi River im Norden und dem Rock River im Süden. Der Rock River mündet an der Westseite der Stadt in den Mississippi, so dass die Stadt an drei Seiten von Fließgewässern umgeben ist.

### Nachbargemeinden
Nördlich der Stadt liegt am gegenüberliegenden Ufer des Mississippi die Stadt Davenport, die bereits zum Bundesstaat Iowa gehört. Die beiden Städte sind mit mehreren Brücken über den Mississippi miteinander verbunden. Im Osten geht das Stadtgebiet in Moline (Illinois) über. Im Nordosten liegt, wiederum jenseits des Mississippi, die Stadt Bettendorf. Aufgrund ihrer Nähe werden diese Städte zusammen genommen Quad Cities genannt.

## Geschichte

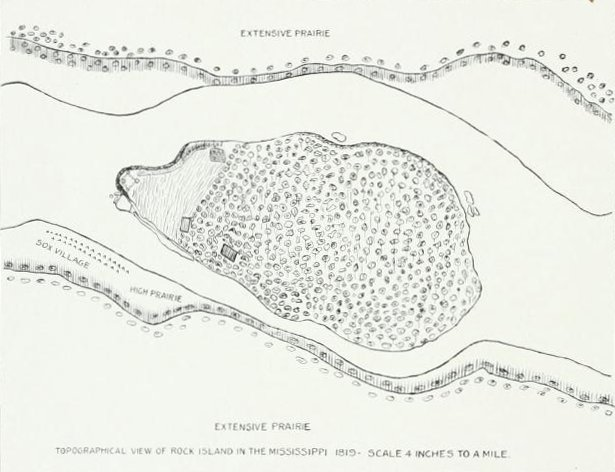
Topographische Karte der Insel von 1819

Das Gebiet der heutigen Stadt Rock Island war bis zum Beginn des 19. Jahrhunderts von den Indianerstämmen der Fox und der Sauk bewohnt und die Heimat des berühmten Häuptling Black Hawk. Nach dem Britisch-Amerikanischen Krieg errichtete die amerikanische Armee das Fort Armstrong auf einer Insel im Mississippi, die den Namen Rock Island trug. Nach der Fertigstellung des Forts 1817 wurde es zu einem wichtigen Stützpunkt. In den 1820er Jahren begann die Umsiedlung der Indianer auf die andere Seite des Mississippi. In den Auseinandersetzungen, die 1832 mit dem Black-Hawk-Krieg endeten, war das Fort sogar das militärische Hauptquartier. Einer der ersten Siedler war der Marketender George Davenport, der sich an der Nordküste der Insel niederließ. In seinem Haus entstanden später die Stadtpläne für Rock Island und Davenport, die ihren Namen von ihm erhielt.
In den 1830er Jahren siedelten sich immer mehr Familien in der Nähe des Forts auf dem Festland südlich des Mississippi an. Am 10. Juli 1835 wurde die Siedlung zur Stadt erklärt und erhielt den Namen Stephenson. 1839 verkündete die erste Zeitung der Stadt, Stephenson zähle 175 Häuser und 600 Einwohner, darunter drei Ärzte und vier Anwälte. Außerdem verfüge die Stadt über drei Tavernen, mehrere Geschäfte und ein zweigeschössiges Gerichtsgebäude. Erst 1841 bei der offiziellen Eintragung als Stadt wurde Stephenson in Rock Island umbenannt. Die Stadt profitierte von ihrer Lage am Mississippi und wurde schnell zu einem wichtigen Warenumschlagsplatz. Der Warenverkehr wurde größtenteils von Dampfschiffen bewältigt und Rock Island jährlich von etwa 1900 Booten angesteuert. Im Zuge des regen Warenverkehrs ließen sich einige Industrieunternehmen im Stadtgebiet nieder.
1854 war Rock Island an das Schienennetz angeschlossen und die erste Eisenbahn erreichte die Stadt. Die Eisenbahngesellschaft Chicago, Rock Island and Pacific Railroad errichtete im Jahr 1856 in Rock Island die erste Eisenbahnbrücke über den Mississippi, was die Dampfschiffbetreiber nicht gerne sahen, da es die Beschiffung des Flusses im Bereich der Brücke erheblich verkomplizierte. Bereits 10 Tage nach der Einweihung ereignete sich auch schon der erste Unfall, bei dem die Brücke Feuer fing und großen Schaden nahm. Im anschließenden Rechtsstreit vertrat Abraham Lincoln die Eisenbahngesellschaft und erreichte den Erhalt der Brücke. In den folgenden Jahren wuchs Rock Island ständig weiter und 1875 wurde mit dem Augustana College die bis heute einzige Hochschule eingeweiht. 1860 hatte Rock Island bereits über 5000 Einwohner.

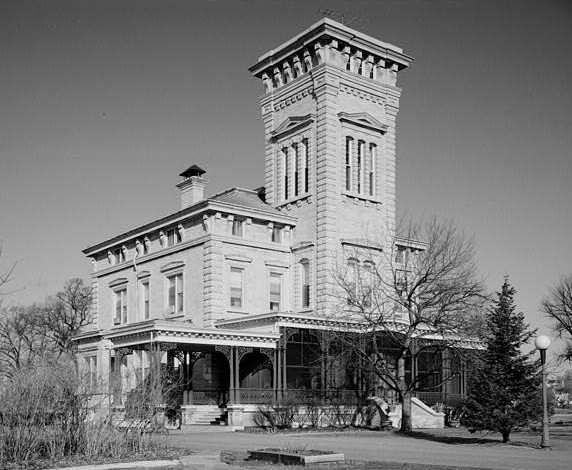
Rock Island Arsenal 1985, Quartiere

Zwischen 1862 und 1886 wurde auf der Insel Rock Island ein groß angelegtes Arsenal der United States Army errichtet, das Rock Island Arsenal. Die Insel trägt daher seitdem den Namen Arsenal Island. Bereits 1863 im Sezessionskrieg wurde das Gelände als Gefangenenlager der Union verwendet. Insgesamt waren 12.192 Konföderierte dort inhaftiert. Unter den Gefangenen breiteten sich die Pocken aus, so dass 1964 ihre Inhaftierung nicht überlebten. An dieses Kapitel von Arsenal Island erinnert heute noch der Konföderiertenfriedhof. 1898 im Spanisch-Amerikanischen Krieg wurde das nun fertiggestellte Arsenal nicht nur zu Lagerung und Reparatur von militärischen Materialien genutzt, sondern auch zu deren Herstellung. Das Rock Island Arsenal ist heute die größte US-amerikanische Waffenfabrik in Regierungsbesitz.
Zu Beginn des 20. Jahrhunderts bestimmte der Gangster John Patrick Looney große Teile des Stadtgeschehens. Er kontrollierte das Glücksspiel, den Alkoholschmuggel während der Prohibition und die Prostitution und war darüber hinaus Herausgeber der Zeitung Rock Island News. Seit 2008 gibt es die John Looney Legend Tour, die an den historischen Orten im Zusammenhang mit Looney entlangführt.
Aus Rock Island stammte der Film- und Fernsehschauspieler Eddie Albert (1906–2005).
1908 wurde der Longview-Park eröffnet, eine öffentliche Parkanlage, die das Stadtbild verschönern sollte. Das Grundstück wurde der Stadt von drei Geschäftsleuten zu diesem Zweck gespendet. Die Einwohner Rock Islands beteiligten sich über Spenden mit insgesamt 125.000 US$ an den Kosten. Der Entwurf stammte vom bekannten Landschaftsdesigner Ossian Cole Simonds. Zur Einweihungsfeier kamen 15.000 Besucher.
Während des Ersten und Zweiten Weltkriegs kamen viele Arbeiter nach Rock Island, da im Rock Island Arsenal Materialien für den Krieg hergestellt und repariert wurden. Die Stadt erhielt von der Regierung eine Sondergenehmigung für den Bau von zusätzlichen Wohnhäusern und wuchs somit in den Kriegsjahren schneller als in Friedenszeiten. Hunderte von Gebäuden entstanden 1918 und erneut 1942 bis 1944. Das Wachstum der Stadt hielt bis Beginn der 1960er Jahre an. 1960 hatte Rock Island 51.863 Einwohner. Aufgrund von hoher Arbeitslosigkeit und schlechter Infrastruktur sank die Einwohnerzahl in den folgenden Jahrzehnten bis 2006 jedoch auf 38.442.
1965 führte der Mississippi River über einen Monat lang Hochwasser und sorgte damit für Überschwemmungen in Rock Island. Als Reaktion auf diese Flut wurde von 1970 bis 1973 ein Damm errichtet, der seitdem das Stadtbild prägt.

### Einwohnerentwicklung
| Jahr | Einwohnerzahl |
| ---- | ------------- |
| 1839 | 600           |
| 1860 | 5.000         |
| 1960 | 51.863        |
| 1990 | 40.537        |
| 2000 | 39.684        |
| 2010 | 39.016        |
| 2020 | 37.108        |

## Sehenswürdigkeiten

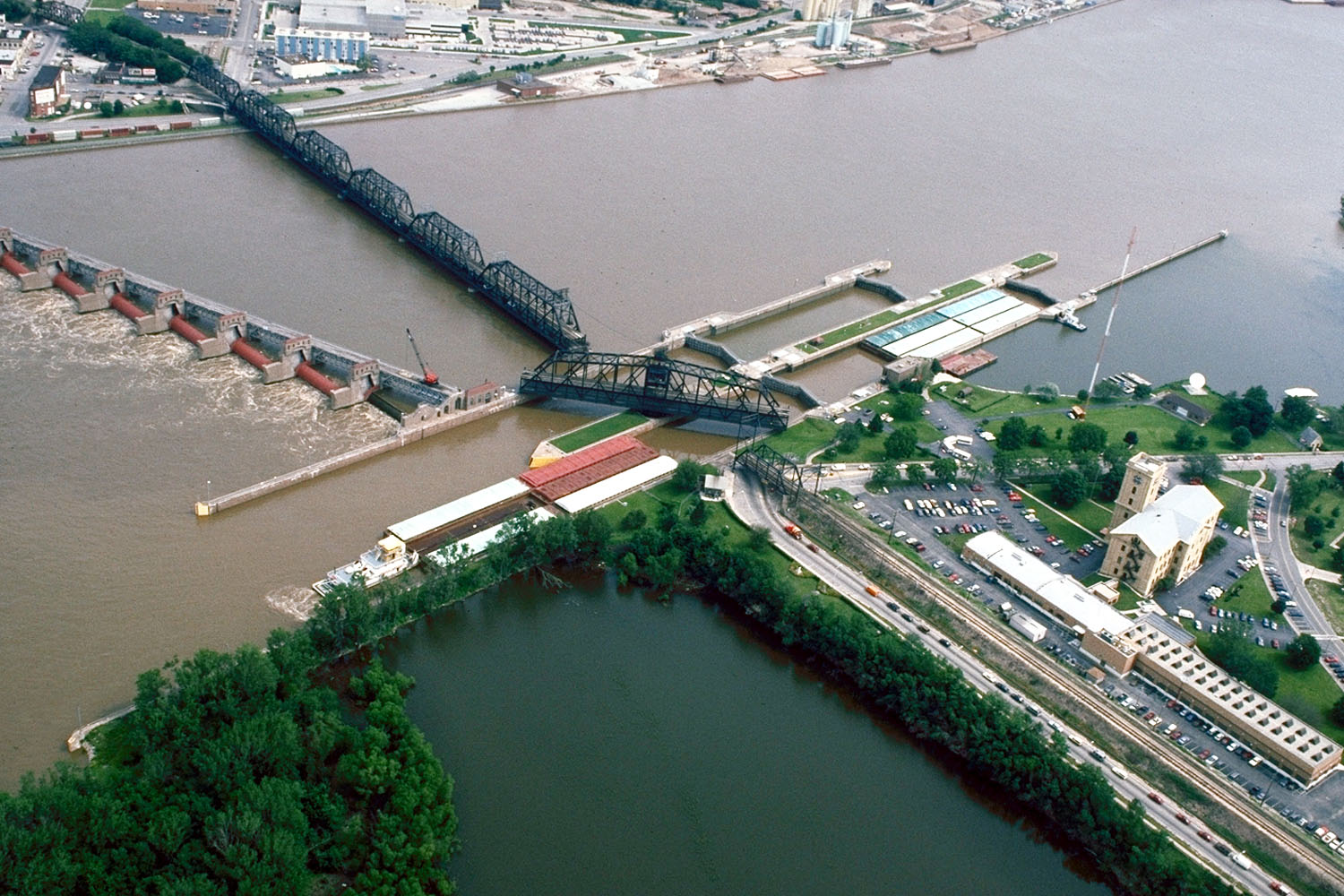
Lock and Dam No. 15 und Government Bridge

Zahlreiche Brücken führen über den Mississippi nach Davenport. Die  Drehbrücke Government Bridge überführt dabei zusätzlich die Schleusenanlage des Lock and Dam No. 15, zu dem auch das größte Walzenwehr der Welt gehört. Etwas weiter flussabwärts befindet sich eine weitere bekannte Brücke, die Rock Island Centennial Bridge. Auf einem Steilhang im Süden der Stadt befindet sich seit 1987 das Black Hawk State Historic Site, ein Gebiet auf dem sich das Dorf Saukenuk der Sauk-Indianer befand. Saukenuk war der Geburtsort von Häuptling Black Hawk. Heute befindet sich auf dem Gelände neben einer großen Waldfläche ein Museum sowie zahlreiche historische Sehenswürdigkeiten.

## Persönlichkeiten

### Söhne und Töchter der Stadt
- Samuel Rinnah Van Sant (1844–1936), Politiker und Gouverneur des Bundesstaates Minnesota (1901–1905)
- Henry Cantwell Wallace (1866–1924), Hochschullehrer, Verleger, Politiker, Landwirtschaftsminister der Vereinigten Staaten
- Aaron H. Grout (1879–1966), Politiker und Anwalt
- Ruth Sigrid Grafstrom (1905–1986), Illustratorin und Modezeichnerin
- Franz Jackson (1912–2008), Jazz-Klarinettist
- Troy L. Péwé (1918–1999), Geologe und Glaziologe
- Gary Eugene Payton (* 1948), Astronaut
- Conrad Rudolph (* 1951), Kunsthistoriker und Hochschullehrer
- John Allred (* 1962), Jazz-Posaunist und Songwriter
- Bobby Schilling (1964–2021), Politiker
- Steven W. Gilland (* um 1968), Generalleutnant der United States Army
- Brandon Brooks (* 1981), Wasserballspieler
- Lissie (* 1982), Folk-Rock Sängerin
- Madison Keys (* 1995), Tennisspielerin
- Courtney Lindsey (* 1998), Sprinter

### Persönlichkeiten, die vor Ort gewirkt haben
- George „Harmonica“ Smith (1924–1983), Bluesharmonikaspieler
- Teodors Celms (1893–1989), deutsch-baltischer Philosoph und Hochschullehrer